# أكي كورودا
أكي كورودا (باليابانية: 黒田アキ) هو نحات وعازف بيانو ورسام ومحرر ياباني، ولد في 4 أكتوبر 1944 في كيوتو في اليابان.

## وصلات خارجية
- أكي كورودا على موقع ديسكوغز (الإنجليزية)